# Белорусская федерация баскетбола
Белорусская федерация баскетбола (БФБ) — организация, занимающаяся проведением спортивных мероприятий, направленных на развитие баскетбола в Белоруссии. Представляет интересы страны в Международной федерации баскетбола.

## Адрес
Штаб–квартира находится по адресу: 220004, Минск, пр. Победителей, 23/1 (3 этаж, блок кабинетов 322).

## Задачи
- Объединение усилий в развитии баскетбола;
- Разработка направлений, реализация программ по развитию массового баскетбола и совершенствованию его форм;
- Совершенствование организационно-методических основ подготовки спортивных резервов и высококвалифицированных спортсменов[2].

## Руководство
- Председатель БФБ — Максим Рыженков.
- Заместитель председателя БФБ — Андрей Балабин.
- Заместитель председателя БФБ — Анатолий Якубенко.
- Заместитель председателя БФБ — Анатолий Бубен.
- Генеральный секретарь — исполнительный директор — Анастасия Маринина[3].

## Председатели федерации
- Бондарь Александр Иванович (1992—1998[4]);
- Ананьев Николай Константинович (1998—2001)[5];
- Пименов Лев Васильевич (2001—2008);
- Каменков Виктор Сергеевич (2008—2014);
- Рыженков Максим Владимирович (2014—н.в.)[6]

## Почётный председатель федерации
- Ананьев Николай Константинович[7]